# Schloss Reinhardtsgrimma

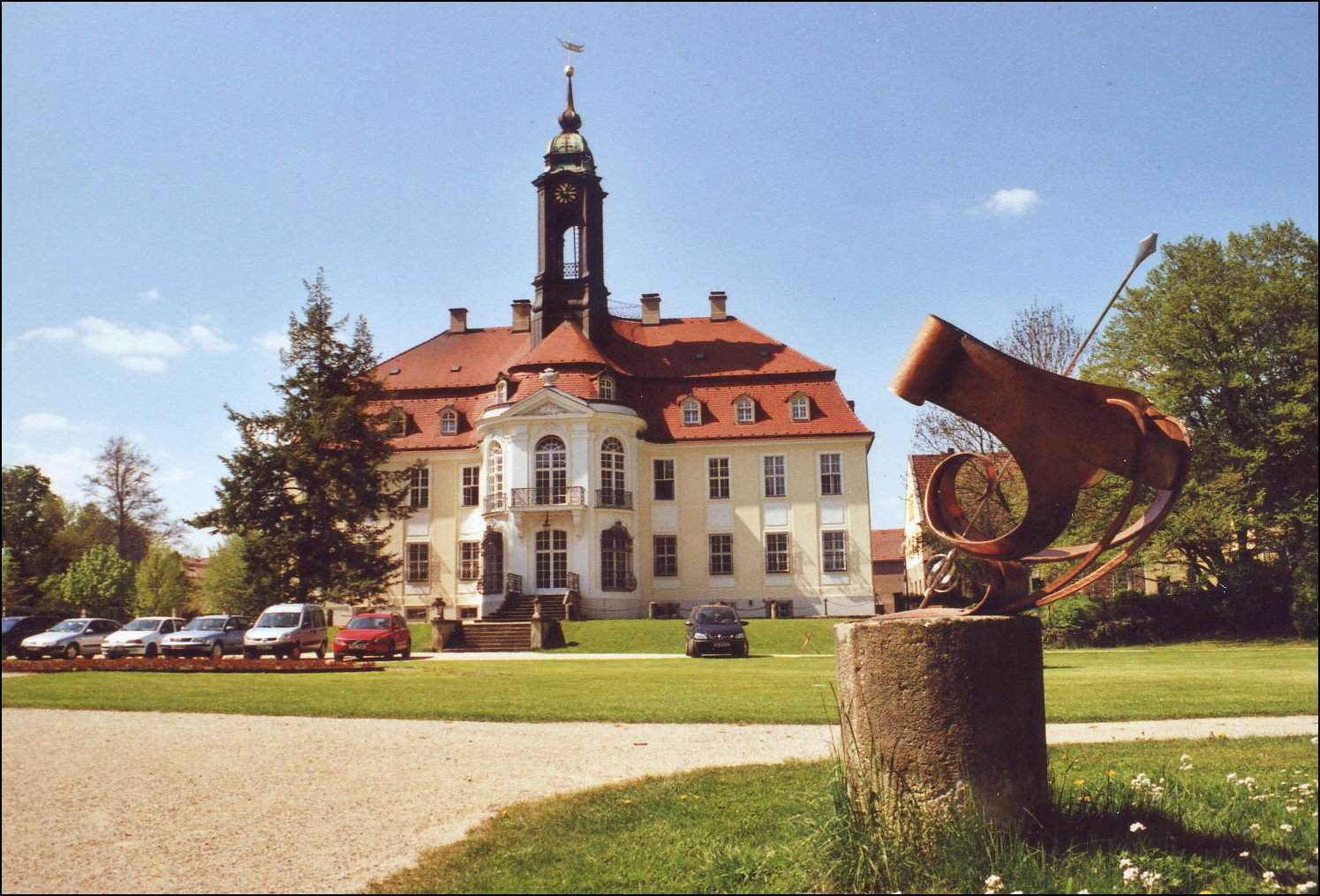
Vorderansicht des Schlosses, 2006

Das Schloss Reinhardtsgrimma ist ein barockes Schloss im Ortsteil Reinhardtsgrimma der Stadt Glashütte im Landkreis Sächsische Schweiz-Osterzgebirge in Sachsen.

## Geschichte

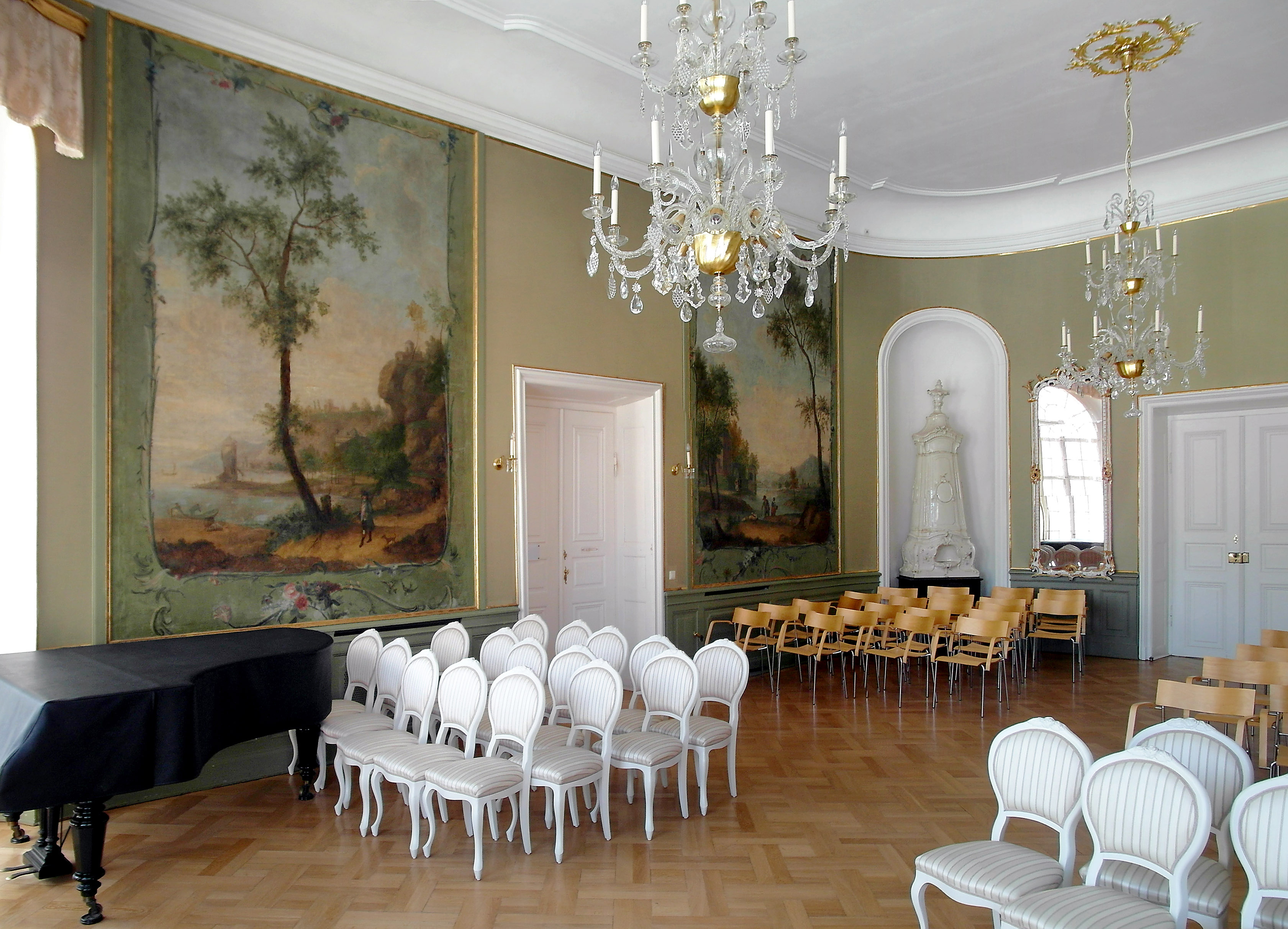
Festsaal im Obergeschoss, 2013

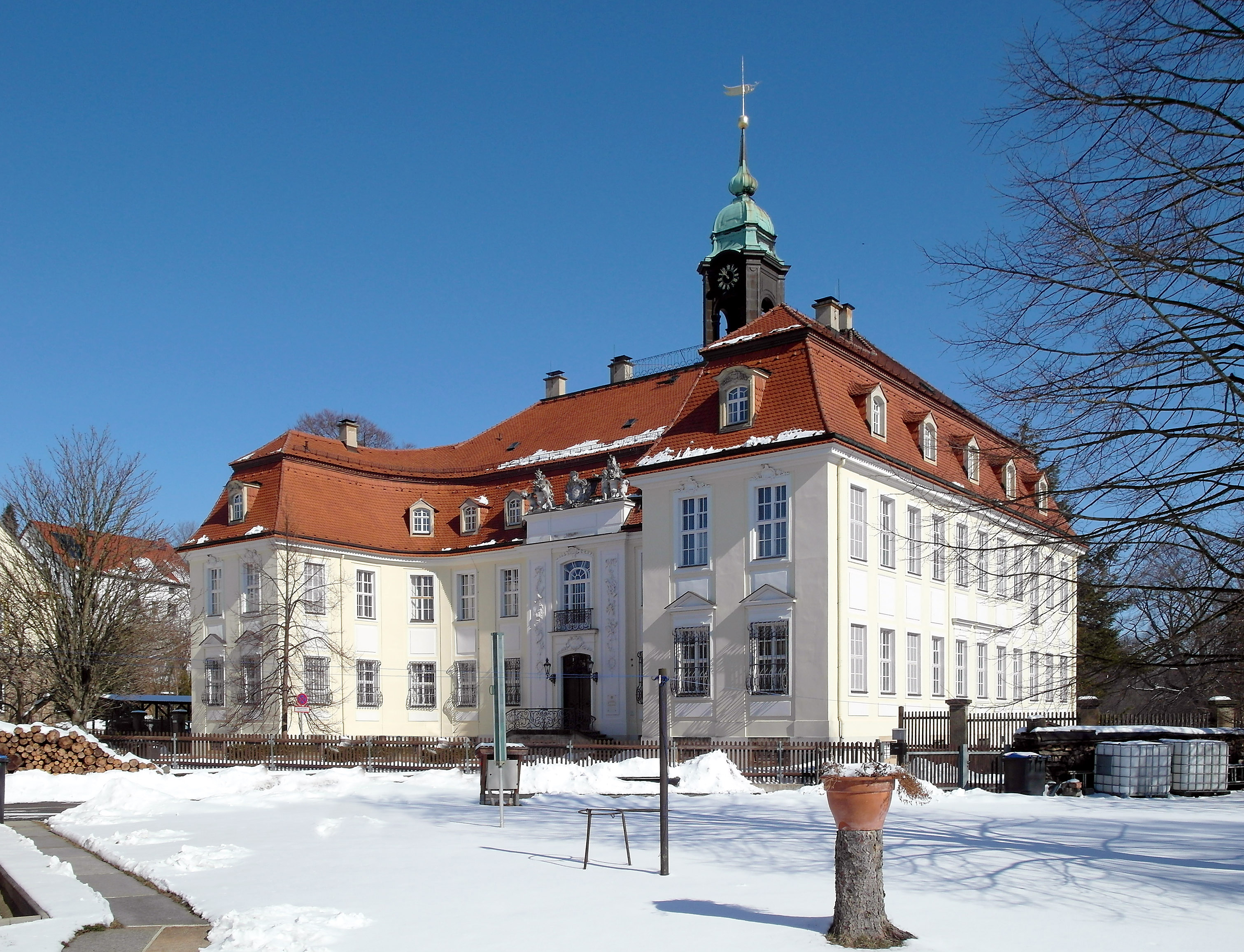
Winter am Schloss Reinhardtsgrimma, 2013

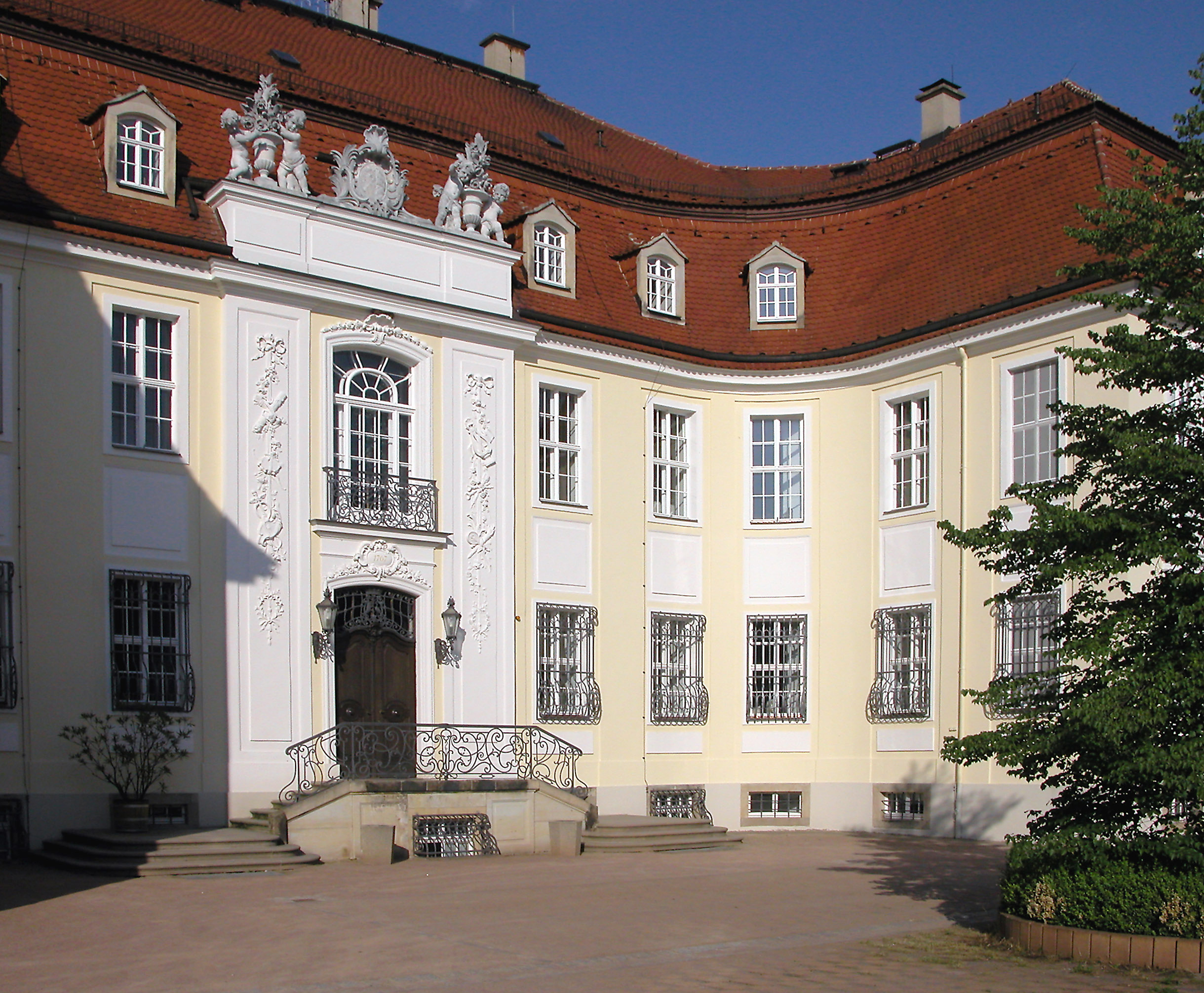
Der elegant geschwungene Ehrenhof

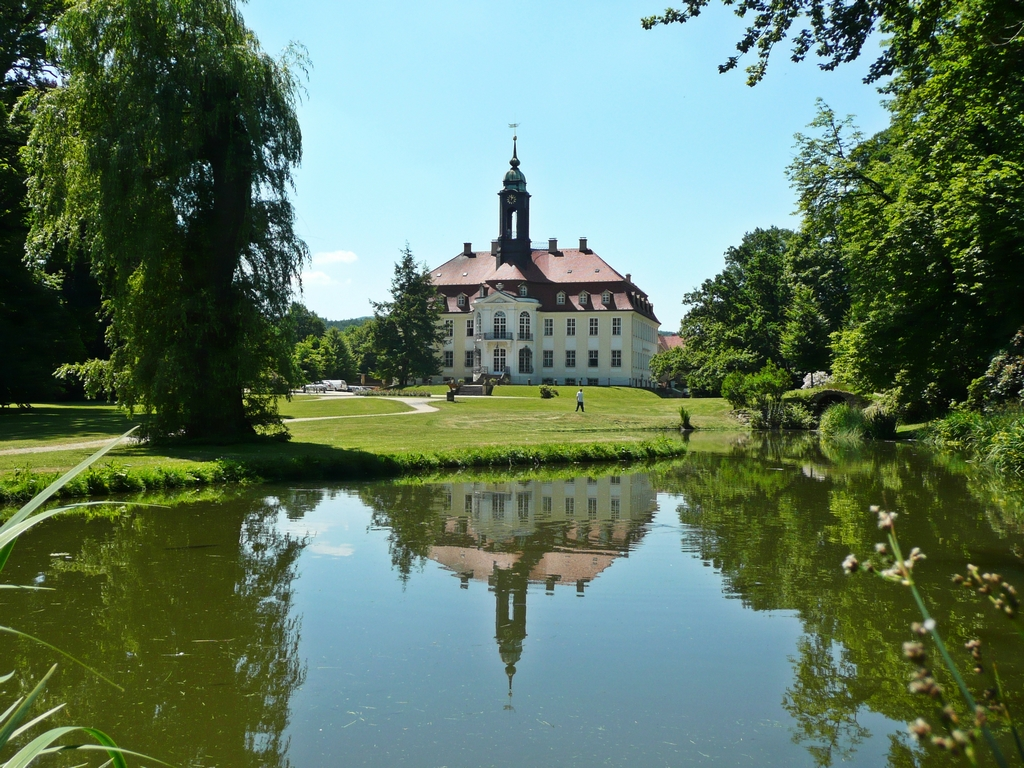
Park und Schloss, 2010

Eine bereits im Jahr 1206 erstmals urkundlich erwähnte mittelalterliche Wasserburg wurde abgetragen. Von 1765 bis 1767, kurz nach dem Siebenjährigen Krieg, entstand das Barockschloss Reinhardtsgrimma im Stil des Spätbarocks mit Gartenanlage. Der kursächsische Kammerrat Johann Christoph Lippold hatte dazu den kursächsischen Oberlandbaumeister Johann Friedrich Knöbel beauftragt. Der Garten wurde Anfang des 19. Jahrhunderts in einen englischen Park mit klassizistischem Badehaus umgestaltet.
Von Lippolds Erben gelangte das Schloss an den aus dem Holsteinischen stammenden Henning von Rumohr. Im Jahr 1785 wurde auf dem Schloss dessen Sohn geboren, der Kunsthistoriker Carl Friedrich von Rumohr. Als weitere Besitzer des Schlosses folgten der sächsische Geheime Kriegsrat Victor August von Broitzen und anschließend der dänische Gesandte Friedrich Ludwig Ernst von Bülow (1738–1811). Durch Heirat dessen jüngster Tochter Friederike (1763–1832) mit dem Förster und Gutsangestellten Georg Konrad Ruschenbusch, die weder standesgemäß noch offiziell innerhalb der Familie genealogisch Anerkennung fand, ging das Schloss 1820 in bürgerliche Hände. Nach weiteren Besitzerwechseln, zunächst Oberleutnant Aster, dann auf die Familie Nitzsche, übernahm 1908 der damalige Oberst und spätere königlich-sächsische Generalmajor Maximilian Senfft von Pilsach das Schloss und sorgte für eine grundlegende Sanierung. Dazu nutzte er vor allem die finanziellen Mittel seines Schwiegervaters, des niederländischen Plantagenbesitzers Teding van Berkhout auf Java. Der neue Grundbesitzer besaß zu diesem Zeitpunkt schon das Rittergut Böhlen bei Leipzig und wohnte zuvor in Dresden. Das zum Schloss dazugehörige Rittergut hatte einen Umfang von 552 ha, davon waren 276 ha Forst. Erbe wurde 1931 der Sohn Oskar Ott Senfft von Pilsach. Er lebte u. a. mit seiner Frau in den 1970er Jahren in Italien.
Im September 1945 wurde Schloss Reinhardtsgrimma durch die Bodenreform enteignet. In die leerstehenden Räume zog eine Landwirtschaftsfachschule, aus der 1990 die Staatliche Fortbildungsstätte für Bedienstete der Agrarverwaltung des Freistaates Sachsen hervorging.
Für die Öffentlichkeit finden gelegentlich Konzerte im barocken Festsaal des Schlosses statt. Es ist auch möglich, im Schloss zu heiraten.